# Basilianus indicus
Basilianus indicus là một loài bọ cánh cứng trong họ Passalidae. Loài này được Stoliczka miêu tả khoa học năm 1873.